# 所指

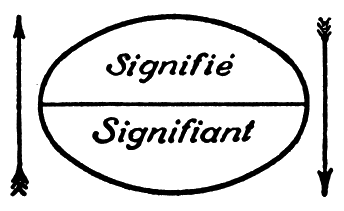
索緒爾在《普通语言学教程》一書中提出「能指」與「所指」間的關係。圖中圓圈代表的是一個「記號」（sign），而記號是由「能指」（下，法文：signifiant）及「所指」（上，法文：signifié）所構成

所指（英語：signified）又譯意指、符旨、符號義，是索绪尔所创立的一个语言学概念，索绪尔认为每一个記號包括了由能指与所指两个部分。所指即是当能指这样的声音-形象在社会的约定俗成中被分配与某种概念发生关系，在使用者之间能够引发某种概念的联想。
所指是符号的构成成分之一，一般指符号的被表示成分，是符号的意义所在。所指的术语起源于索绪尔的语言学理论，本来指语言符号的概念，与能指音响形象构成语言符号的整体。所指不是指一种事物的实体，而是指该事物的内在本质。所指在符号学中用来指所有符号的意义，即符号所代表的那种成分。象诗歌中语言符号所表现的情感意义，科学符号所反映的理论概念，图象志符号所指代的规则等，都是符号的所指成分。

## 概念
在索緒爾提出的概念中，「記號」（sign）是由「能指」和「所指」所構成；能指是一個記號的「物質層」，也就是記號中能被指定的物件；所指是一個記號的「定義層」。將能指（代表形象的意符）與所指（代表概念的意指）結合在一起產生記號或語意的過程，則稱為「指稱」（signification，指意、表意），人類的溝通才得以進行。
能指與所指的联结，是任意的、人为的、规约的、武断的、不可论证的，只要两者的结合可符合社会约定或习惯风俗，社会广为接受，即可成立联结。